# FOXL2

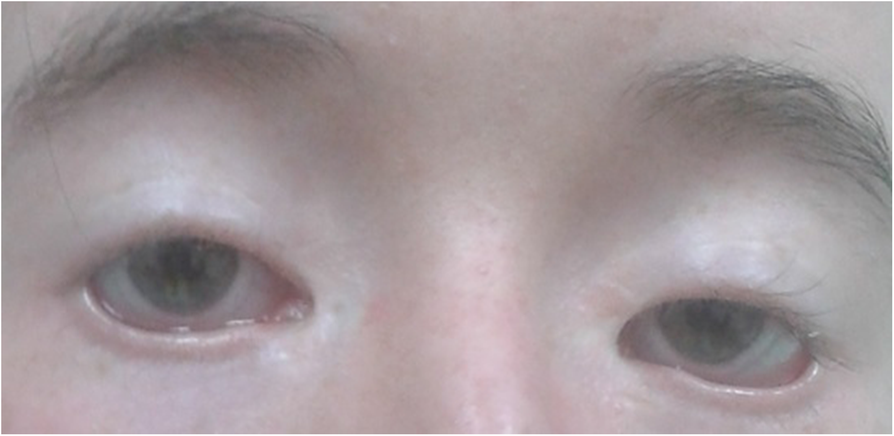
Blefarofimose, ptose en epicanthus inversus-syndroom

FOXL2 is een gen dat transcriptiefactor FOXL2 codeert. Het gen bevindt zich bij de mens op locus 3q22.3 van chromosoom 3 en behoort tot de genfamilie FOX. Het FOXL2-eiwit heeft een DNA-bindingsdomein en van belang voor de vrouwelijk vruchtbaarheid en de vrouwelijke geslachtsdifferentiatie, vooral bij de vorming van de eierstokken.

## Aandoeningen
Mutaties in FOXL2 kunnen de oorzaak zijn van het blefarofimose, ptose en epicanthus inversus-syndroom (BPES) met als symptomen blefarofimose – onderontwikkelde oogleden – ptose – het afhangen van de bovenste oogleden – epicanthus inversus – omgekeerde amandelogen en telecanthus – een grotere afstand tussen de binnenste ooghoeken. Bij type I is er ook sprake van primair ovariumfalen (POI), bij type II niet.